# Grattachecca

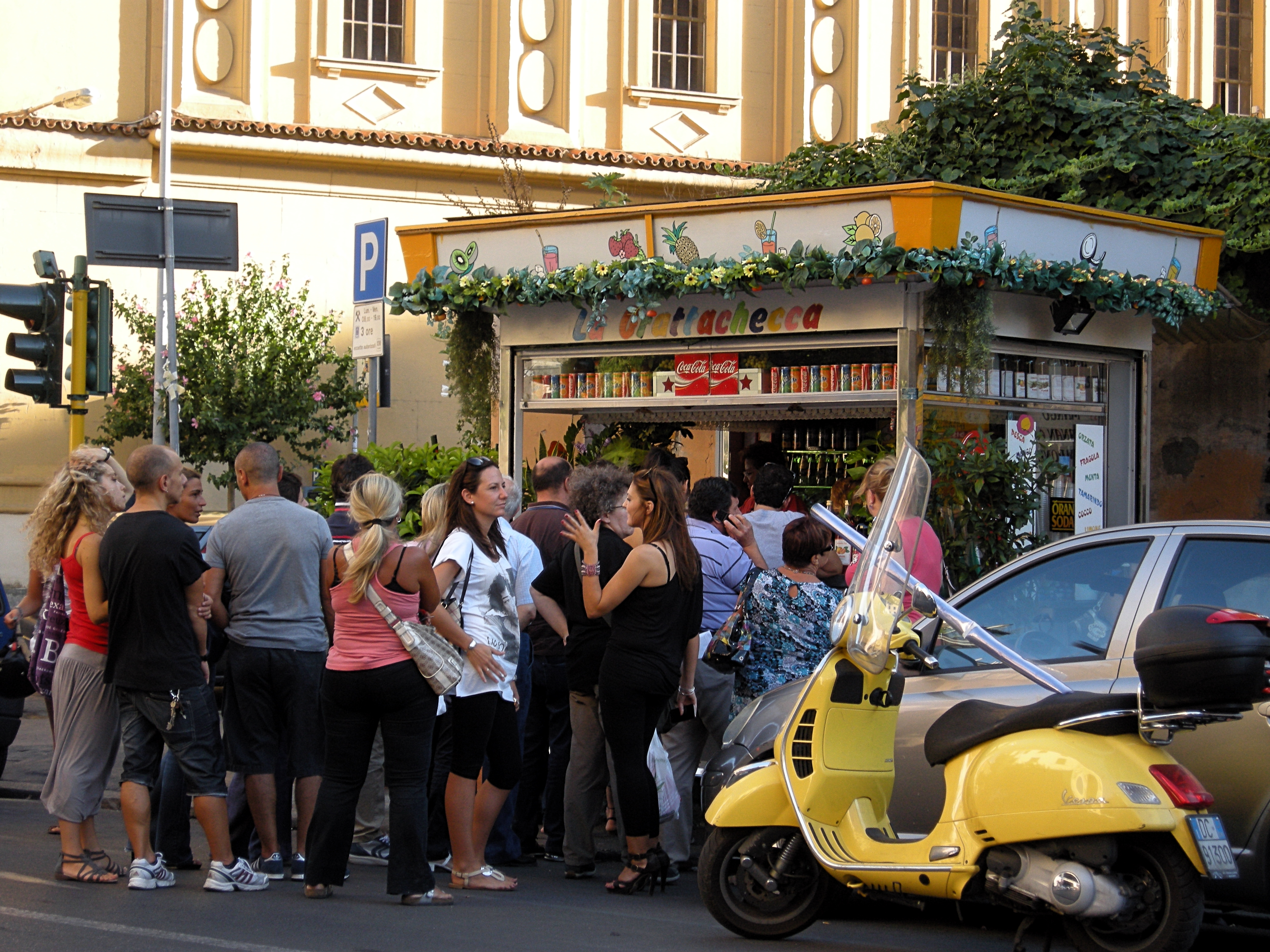
L'un des kiosques de grattachecca les plus célèbres d'Italie.

La grattachecca est une boisson glacée originaire d'Italie, qu'on peut trouver dans les kiosques ou les bars italiens.

## Origine et préparation

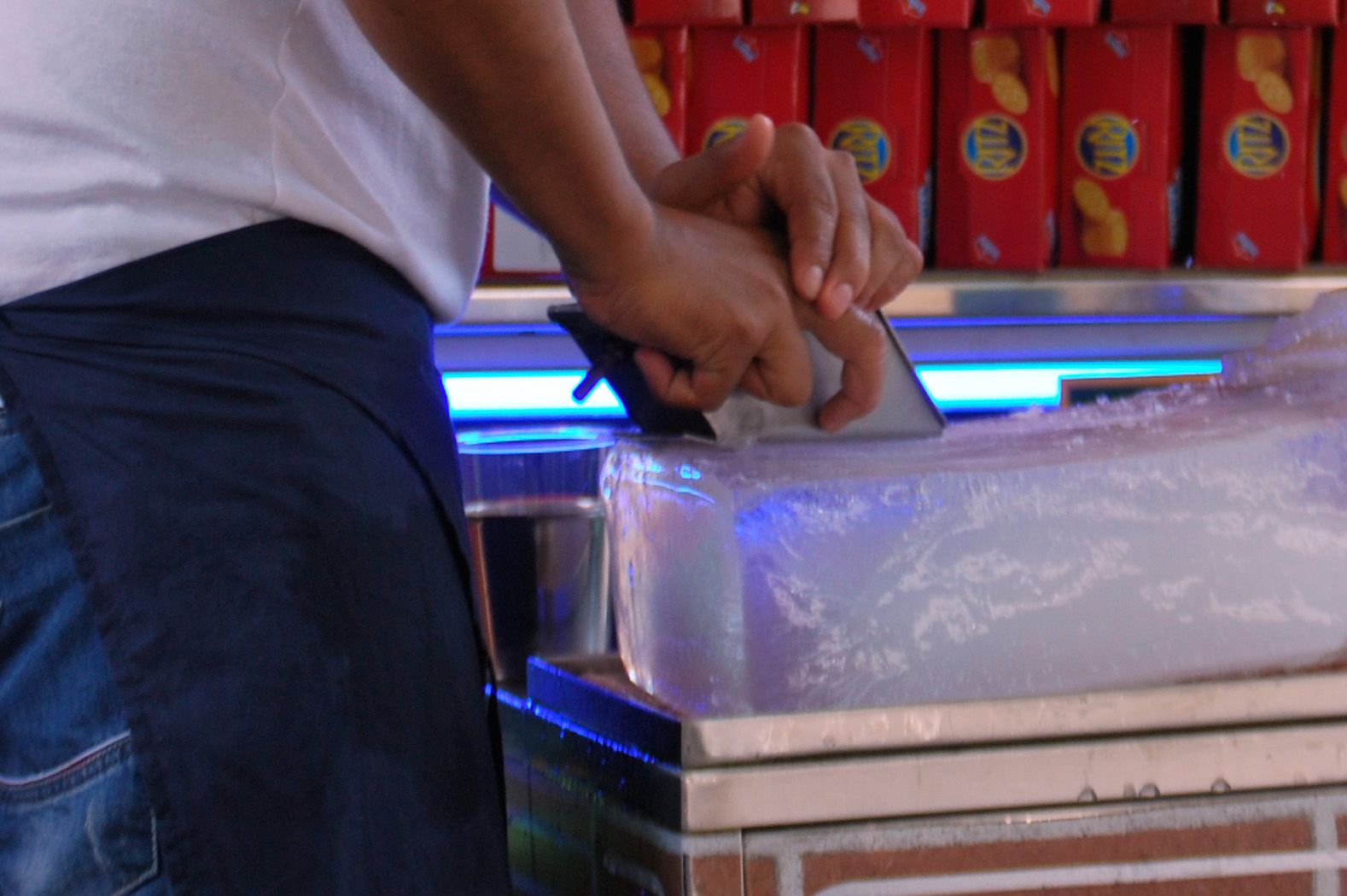
Bloc de glace utilisé pour la fabrication de la grattachecca.

La grattachecca est née au XIXe siècle à Rome, période où se sont multipliés les kiosques. Son appellation vient des mots grattare, gratter, et checca, gros bloc de glace qu'on utilisait en l'absence de réfrigérateur et à partir duquel, avec l'ustensile adapté le grattacheccaro, on récupérait de la glace en morceau qui permettait de remplir un verre.
À partir de ces blocs, on utilise un ou plusieurs sirops (citron, mandarine, mangue, coco, amarena, orgeat, tamarin) ou jus de fruits et des fruits en morceaux (cédrat, fruits rouges, banane, pêche, pomme...). 